# 2 Brygada Artylerii (I RP)
2 Brygada Artylerii – jednostka artylerii Armii Koronnej.

## Historia
Brygada sformowana rozkazem Komisji Wojskowej z dnia 20 lutego 1790 w wyniku reorganizacji artylerii Armii Koronnej.
W jej skład weszły trzy kompanie Brygady Warszawskiej.
Dowództwo stacjonowało w Poznaniu. Brygada podlegała dowódcy Dywizji Wielkopolskiej.